# Y̰
Cette page contient des caractères spéciaux ou non latins. S’ils s’affichent mal (▯, ?, etc.), consultez la page d’aide Unicode.
Y̰ (minuscule : y̰), appelé Y tilde souscrit, est un graphème utilisé dans l’écriture des langues sara.
Il s'agit de la lettre Y diacritée d'un tilde souscrit.

## Représentations informatiques
Le Y tilde souscrit peut être représenté avec les caractères Unicode suivants
- décomposé (latin de base, diacritiques) :

| formes    | représentations | chaînes de caractères | points de code | descriptions                                         |
| --------- | --------------- | --------------------- | -------------- | ---------------------------------------------------- |
| capitale  | Y̰               | Y◌̰                    | U+0059 U+0330  | lettre majuscule latine y diacritique tilde souscrit |
| minuscule | y̰               | y◌̰                    | U+0079 U+0330  | lettre minuscule latine y diacritique tilde souscrit |

## Sources
- Ngetolabay Nanasta, Bien écrire et bien lire le sar: nouveau code orthographique, Koumra, Tchad, 1990 cité dans panafril10n.org